# شهرستان چهاربرج
شهرستان چهاربرج یکی از شهرستان‌های استان آذربایجان غربی در شمال غرب ایران است. مرکز این شهرستان، شهر چهاربرج است. این منطقه به عنوان یکی از مناطق تاریخی استان آذربایجان غربی به‌شمار رفته و از آن‌جایی که در زمان ایلخانان محل تجمع و اردوگاه لشکریان بوده‌است، در آن چهار برج احداث شده بود به همین دلیل این منطقه با نام چهاربرج خوانده می‌شود. گفتنی است امروزه از برج‌های مذکور اثری باقی نمانده‌است.
این شهرستان در تاریخ ۲۸ تیر ۱۴۰۰ از شهرستان میاندوآب جدا شد و با ارتقا و ترکیب دو دهستان مرحمت آباد و فیروزآباد (چره‌جلی) به فرمانداری ارتقا یافت.
پیش از ارتقا، بخش مرحمت آباد به مرکزیت شهر چهاربرج شامل ۳ دهستان بود.

## موقعیت جغرافیایی
شهرستان چهاربرج در جنوب استان آذربایجان غربی و جنوب دریاچه ارومیه و در مرز بین استان‌های آذربایجان شرقی و آذربایجان غربی قرار دارد.
این شهرستان از سمت شمال شرقی با شهرستان ملکان و شهرستان بناب استان آذربایجان شرقی، و از شرق، جنوب و غرب با شهرستان میاندوآب همسایه است.

## تقسیمات کشوری
شهرستان چهاربرج دارای ۲ بخش، ۴ دهستان و ۱ شهر به شرح زیر است:

### شهرستان چهاربرج
| بخش       | مرکز بخش  | جمعیت بخش ۱۳۹۵ | نام دهستان      | مرکز دهستان | جمعیت دهستان ۱۳۹۵ | شهر              | جمعیت شهر ۱۳۹۵   |
| --------- | --------- | -------------- | --------------- | ----------- | ----------------- | ---------------- | ---------------- |
| مرکزی     | چهاربرج   | ۱۹٬۵۵۲ نفر     | قپچاق           | قپچاق       | ۵٬۸۵۲ نفر         | چهاربرج          | 16000            |
| مرکزی     | چهاربرج   | ۱۹٬۵۵۲ نفر     | مرحمت‌آباد شمالی | شعبانلو     | ۴٬۲۹۴ نفر         | چهاربرج          | 16000            |
| فیروزآباد | فیروزآباد | ۶٬۶۶۷ نفر      | مرحمت‌آباد میانی | فیروزآباد   | ۳٬۵۶۲ نفر         | **************** | **************** |
| فیروزآباد | فیروزآباد | ۶٬۶۶۷ نفر      | فسندوز          | فسندوز      | ۳٬۱۰۵ نفر         | **************** | **************** |

## جمعیت
براساس سرشماری عمومی نفوس و مسکن در سال ۱۳۹۵، جمعیت شهرستان چهاربرج برابر با ۲۶٬۲۱۹ نفر بوده و به زبان ترکی آذربایجانی تکلم می‌کنند.